# Polistes ochreata
Polistes ochreata är en getingart som beskrevs av Spinosa 1851. Polistes ochreata ingår i släktet pappersgetingar, och familjen getingar. Inga underarter finns listade i Catalogue of Life.